# Viola (Arkansas)
Viola – miasto w Stanach Zjednoczonych, w stanie Arkansas, w hrabstwie Fulton.